# القنب أثناء الحمل
إن تعاطي القنب أثناء الحمل يتعلق أحيانًا بحد نمو الجنين، الإجهاض، وعجز في الإدراك. يوصي المؤتمر الأميريكي لأطباء النسائية والتوليد بإيقاف استخدام القنب أثناء الحمل، حيث أن القنب هي أكثر مادة ممنوعة يتم استخدامها من قبل النساء الحوامل.
رغم أنه من الصعب التوصل لنتيجة ثابتة، إلا أنه يوجد بعض الأدلة على أن التعرض للماريجوانا قبل الولادة يرتبط بحالات من العجز اللغوي وفي الانتباه والأداء الإدراكي، كما يرتبط أيضا بالتصرقات الإجرامية.  تعريض فئران التجارب لرباعي هيدرو كانابينول خلال فترة ما قبل الولادة سبب تغيرات تخلقية في التعبير الجيني، لكن المعرفة المتوفرة حول المخاطر النفسية محدودة بسبب الحواجز الأخلاقية المتعلقة بدراسة دماغ الإنسان في فترة تطوره. رغم أن الدراسات المجراة على الحيوانات لا تأخذ في عين الاعتبار العوامل التي تلعب دورًا في تأثير التعرض للقنب أثناء فترة الحمل، كالعوامل المحيطية والاجتماعية، بحسب مراجعة علمية أجريت على فئران تجارب سنة 2011 من قبل Campolongo et la وجد دليل متزايد من الدراسات المجراة على الحيوانات تثبت أن المخدرات من مادة القنب تسبب تظاهرات سلوكية-عصبية غير طبيعية عند تعرض الجنين إلى هده المواد، و أضاف أن الدراسات السريرية أظهرت فرط نشاط، أذيات إدراكية، وتبدلات في المشاعر عند الأشخاص المعرضين للقنب أثناء الفترة الجنينية في الرحم. قام Martin et la بتحري ميل التوجه في نسب القبولات في مراكز لعلاج سوء الاستخدام لهده المواد أثناء الحمل في أميريكا، بناءا على بيانات مأخوذة من مجموعة بيانات وقيعة العلاج من 1992 إلى 2012، ووجد أنه بينما كانت نسبة دخول النساء الحوامل مستقرة بنسبة 4%، كانت نسبة دخول النساء الحوامل اللواتي يستخدمن الماريجوانا ارتفعت من 29% إلى 43%. بينت دراسة أجريت في 2015 أن استخدام القنب من قبل نساء حوامل سببت أذيات في نضوج الدماغ في الأطفال وعرض الأطفال إلى اضطرابات في التطور العصبي.
صرحت المؤسسة الوطنية لسوء استخدام المخدرات أنها تحتاج لإجراء أبحاث أخرى أكثر لفصل تأثيرات استخدام القنب من استخدامات مصاحبة لأنواع أخرى من المخدرات وتأثير العوامل الطبيعية. أظهرت دراسة تحليلية أجريت عام 2016 وبعد عد العوامل المختلفة أن القنب لوحده ليس مسؤولًا عن النتائج الوخيمة عند حديثي الولادة.